# Fulvio della Corgna
Fulvio Giulio della Corgna (ur. w listopadzie 1517 w Perugii, zm. 4 marca 1583 w Rzymie) – włoski kardynał.
Był synem Francesco della Corgna i Giacomy Ciocchi del Monte i siostrzeńcem kardynała Giovanniego Marii Ciocchi del Monte. Fulvio wstąpił w młodym wieku do zakonu rycerskiego joannitów i przyjął imię zakonne Giulio. Następnie objął funkcję archiprezbitera w Perugii i dołączył do służby swego wuja kardynała.
7 lutego 1550 kardynał del Monte został papieżem Juliuszem III (1550–1555). Niespełna miesiąc po jego elekcji Fulvio został mianowany biskupem Perugii (5 marca 1550 – 22 marca 1553), a w grudniu 1550 objął funkcję gubernatora Nursji. Jako biskup Perugii okazał się gorliwym reformatorem swej diecezji, m.in. wspierał działalność jezuitów. Na konsystorzu 20 listopada 1551 Juliusz III wyniósł go do godności kardynalskiej. Za pontyfikatu swego wuja był jeszcze także administratorem diecezji Spoleto (1553–1555) i legatem w Ascoli Piceno (1554–1556). Uczestniczył w kwietniowym i majowym konklawe 1555.
Nowy papież Paweł IV (1555–1559) nie był w dobrych relacjach z rodziną papieża Juliusza III, która wbrew papieżowi sprzyjała Hiszpanii. W 1556 papież nakazał aresztowanie brata Fulvio, Ascanio della Corgna (1516–1571), za potajemne konszachty z Hiszpanami. Kardynał Fulvio, dowiedziawszy się o tym, ostrzegł brata i umożliwił mu ucieczkę. W rezultacie Paweł IV 27 lipca 1556 aresztował Fulvio podczas konsystorza. Jednakże niepowodzenia wojsk papieskich podczas walk z Hiszpanami zmusiły Pawła IV do szeregu ustępstw, m.in. musiał uwolnić kardynała della Corgna, który jednak został skazany na zapłacenie grzywny 60 tysięcy skudów.
Wybrany na konklawe 1559 kolejny papież Pius IV przywrócił della Corgnę do łask. Za jego pontyfikatu pełnił on funkcję gubernatora Città della Pieve (1560–1565) i ponownie objął biskupstwo w Perugii (6 września 1564). Przez krótki czas (27 kwietnia 1563 – czerwiec 1564) był też członkiem Świętego Oficjum Rzymskiej Inkwizycji.
5 marca 1574 Fulvio della Corgna został promowany do rangi kardynała biskupa Albano. Z uwagi na dekrety Soboru trydenckiego, zakazującego łączenia diecezji w rękach jednego biskupa, della Corgna wraz z tą promocją zrezygnował z funkcji biskupa Perugii. W grudniu 1580 wymienił diecezję Albano na diecezję Porto e S. Rufina i objął funkcję subdziekana Kolegium Kardynalskiego.
Fulvio della Corgna zmarł w wieku 65 lat i został pochowany w kaplicy rodziny Del Monte w kościele S. Pietro in Montorio w Rzymie.